# فرودگاه لوگوواردی
فرودگاه لوگوواردی (به انگلیسی: Logovardi Airport) یک فرودگاه Active With Few Facilities است که یک باند فرود بتن دارد و طول باند آن ۳۰۵ متر است. این فرودگاه در شهر بیتولا کشور جمهوری مقدونیه قرار دارد و در ارتفاع ۵۹۴ متری از سطح دریا واقع شده است.